# Teoría de la localización de von Thünen

Modelo de von Thünen de usos del suelo agrícola. El punto negro representa una ciudad.
1) Agricultura intensiva (en blanco).
2) Bosques para leña.
3) Agricultura extensiva, campos de cultivo.
4) Ganadería extensiva.

La teoría de la localización de von Thünen es una hipótesis general sobre la distribución de los usos agrícolas del suelo.
La teoría de la localización de los suelo tiene su origen en los trabajos que hizo en Alemania en 1820 Johann Heinrich von Thünen, El estado aislado. Su modelo estudia las diferencias de renta con respecto al mercado, que viene a ser un paradigma para todas las teorías posteriores. No en vano usa el método deductivo en sus razonamientos, lo cual constituye una apuesta por el método científico, tal como lo explica David Harvey. La idea central es que la renta varía con la distancia con respecto al mercado, en un espacio isótropo y aislado. A este tipo de renta se le llama renta de localización o renta de ubicación. Von Thünen reconoció que el hombre trata de resolver sus necesidades económicas en el entorno inmediato, reduciendo sus desplazamientos al mínimo. 
Von Thünen se preguntó por qué los lotes de tierra, con las mismas características tenían diferentes usos. Concluyó que se explicaba por la distancia al mercado.

## Planteamiento
Como señala David Harvey, von Thünen utilizó un método reduccionista que era bien conocido en el método científico de su época. Este enfoque le permitió hacer suposiciones sobre la distribución del uso de la tierra y calcular la propiedad en alquiler (también conocida como propiedad en alquiler). En ese contexto, reconoció la tendencia humana a limitar los viajes y satisfacer las necesidades económicas en las zonas más cercanas a él. 
El modelo de Von Thünen explica que la renta del suelo varía según la distancia al mercado central. Esta idea se basa en los costos de transporte, que aumentan con la distancia, lo que afecta el valor del medicamento. La pregunta que guía su análisis es por qué lugares con características similares tienen funciones diferentes. Sus respuestas son que estas actividades dependen de la proximidad de los mercados y de la capacidad de los agricultores de obtener ganancias reduciendo los costos de los insumos.
Además de su influencia en la economía agrícola, von Thuning introdujo herramientas analíticas como el análisis cuantitativo y el primer método comparativo desarrollado por sectores económicos. Esto es significativo porque aprendió matemáticas por sí mismo. Su obra se desarrolla en el contexto histórico de los conflictos sociales, políticos y económicos en el desarrollo del capitalismo en Alemania. Estos factores, junto con la influencia de pensadores como Albrecht Daniel Thaer (1752-1828), enriquecieron su visión sobre la agricultura como motor de desarrollo.
El concepto espacial de Von Tuning no sólo representó una buena comprensión de la economía espacial, sino que también sentó las bases para la planificación agrícola y los modelos económicos regionales. Su análisis abstracto, aunque válido, puede servir como referencia para comprender la relación entre los aspectos económicos y espaciales de la distribución del uso del suelo.

## Ventajas y deficiencias
La teoría de Von Thünen, aunque desarrollada de antemano, resultó ser una herramienta útil para comprender la economía rural y la distribución del trabajo agrícola en diferentes áreas. Sin embargo, como todo modelo, tiene limitaciones que reflejan la complejidad del mundo. A continuación se detallan los pros y los contras de este enfoque.

### Ventajas de la teoría de Von Thünen

#### Simplicidad y claridad
- El modelo de Von Thünen se basa en conceptos simples y claros que ayudan a analizar la relación entre tarifas - transporte, la brecha entre el mercado y la distribución de la economía regional.
- Al crear un entorno uniforme y controlado, el modelo facilita la identificación de las condiciones básicas de la actividad agrícola.

#### Versatilidad y adaptabilidad
- Aunque el modelo está diseñado para analizar el desempeño agrícola, se extiende a otras áreas como el sector industrial, la planificación urbana y las comunidades globales.
- Su adaptabilidad le permite ser utilizado en investigaciones distintas a la agricultura, utilizado en diversos sectores económicos y geográficos.

### Deficiencias de la teoría de von Thünen

#### El espacio como restricciones
- El modelo supone un espacio único sin restricciones, pero en realidad la superficie no es uniforme. Características como montañas, bosques, embalses y humedales tienen un impacto significativo en el costo de transporte y corte de materiales alrededor del modelo.

#### Infraestructura y su impacto en el movimiento
- La calidad y disponibilidad de la infraestructura de transporte (carreteras, ferrocarriles, puertos) afecta directamente al movimiento de mercancías y personas.
- En zonas con infraestructura deficiente, incluso los mercados más accesibles se ven afectados por la retroalimentación.

La teoría de Von Thünen es un nuevo modelo que sienta las bases para analizar la relación entre la economía y el espacio. Su flexibilidad y adaptabilidad son sus puntos fuertes que permiten su uso en una variedad de situaciones. Sin embargo, su naturaleza enfrenta desafíos cuando se aplica en el mundo real, que se caracteriza por disparidades en el espacio, la infraestructura y los factores político-administrativos. Sin embargo, sigue siendo una herramienta útil para comprender la economía rural y su relación con el medio ambiente.

## Modelo matemático simple
En estas condiciones Von Thünen empleó la variable única: distancia desde la granja hasta el pueblo central de comercio. Si la actividad agrícola se pudiese concentrar, como la producción industrial, se situaría cerca del mercado y la distancia sería un coste insignificante en el precio del producto. Pero como la agricultura requiere grandes cantidades de superficie para cada granja es necesario que se sitúen a diferentes distancias. Por lo tanto, los productos se transportarán desde diferentes distancias, lo que provoca un aumento del coste para los productos más lejanos. 
Es decir, la renta de localización es: la renta (U) es igual a rendimiento (r) multiplicado por el precio (p) menos el coste (c), menos el rendimiento por la tasa de embarque (t) y la distancia (d). 
La fórmula es una ecuación lineal o de primer grado, con una variable dependiente, la renta, que depende de la otra variable, el costo que impone la distancia; el resto de los parámetros varían para cada tipo de mercancías pero son siempre constantes para un mismo tipo de mercancía. 
La representación gráfica es una recta descendente que ilustra que ante un aumento de las distancias hay una disminución de la renta:
Esto quiere decir que un incremento de la renta; generada bien por el aumento de precio en el mercado, bien por la disminución del coste de producción; provoca un alejamiento de la distancia al mercado, y viceversa. 
Si lo que varía es la tasa de embarque la distancia al mercado aumenta con la disminución de la tasa de embarque; y disminuye con su aumento. 

## Modelo matemático compuesto
La renta de localización, a cualquier distancia del mercado, depende de cuatro parámetros: rendimiento, precio, coste y tasas de embarque. Dependiendo de las características de los productos se creará un sistema gradado de cosechas. Por ejemplo: el precio de un kilo de tomates es mayor que el de un kilo de trigo porque los tomates son más perecederos y su manipulación produce más costes, por lo tanto se cultivarán más cerca. Pero ¿hasta dónde? Se cultivarán tomates mientras la renta de ubicación sea mayor que la renta de ubicación del trigo. 
El modelo se puede complicar con cuantos cultivos necesitemos y generará un esquema en el que los usos del suelo se sitúan concéntricamente alrededor del mercado, como se ve en la gráfica que encabeza la página. 
Los usos de las franjas interiores serán más intensivos que los de las franjas exteriores. Esto permite que las granjas interiores tengan más mano de obra y puedan ser más pequeñas. Por el contrario, en las franjas exteriores, donde la renta de ubicación es menor las granjas deben ser mayores para obtener rentas similares, a las del interior. 

## Validez del modelo en el mundo real
Evidentemente en el mundo real no se dan las condiciones de espacio isótropo planteadas, existen diferencias de feracidad de la tierra, diferencias de topografía y de acceso a los mercados a causa de las vías de comunicación (más rápidas o más baratas), y suele haber más de un mercado en la región. Todo ello provocaría que el modelo concéntrico adopte un aspecto irregular, aunque básicamente válido. Pensemos que el modelo de Von Thünen pertenece a los comienzos del siglo XIX, cuando aún no estaban creados los mercados nacionales ni los medios de transporte modernos, como el ferrocarril. 
Curiosamente el modelo es más válido en los grandes mercados, con capacidad para transportar la mercancía de muy lejos, que en los pequeños. La distribución de las actividades económicas en los países menos desarrollados se explica en gran medida con este modelo; pero también en los países desarrollados: así se explica el patrón de zonificación económica (a escala continental) dentro de Estados Unidos y Canadá, y también buena parte de la localización de las actividades económicas en la península ibérica. 
Pero además, también explica los usos del suelo en la agricultura de subsistencia, como en la industrial. En los alrededores inmediatos del pueblo se encontraban las huertas de frutas y hortalizas, las mejor regadas y abonadas, que se cultivaban de forma intensiva. Luego se situaban las tierras dedicadas a las leguminosas y los cultivos de regadío, más lejos estaba el cereal de secano, trigo y escanda, más allá los pastos y baldíos, y por último el bosque, que proporcionaba leña y caza. Y en el arrozal asiático organiza el paisaje rural en campos de arrozales regulares en las tierras llanas, en contraposición con las tierras de secano, que se sitúan a continuación. Tras ellas encontramos las pendientes cubiertas de bosques. Es en la tierra de secano, que periódicamente se queda en barbecho, donde pasta el ganado. Aunque no es muy intensa la integración de la ganadería en la agricultura. Las parcelas no son muy grandes, entre 5 y 10 áreas. Las más grandes son las granjas, seguidas de las parcelas de secano y las más pequeñas son los arrozales intensivos. 
Hoy en día los usos agrícolas tienen un fuerte comportamiento industrial. La agricultura sin tierra, los invernaderos y sobre todo las granjas pueden situarse cerca de los mercados, como si fueran plantas industriales.